# Angela de Jong
Angela de Jong (Gouda, 27 februari 1976) is een Nederlands televisierecensente en columniste bij het AD. Ze schrijft vijf keer per week een column waarin ze haar mening geeft over televisieprogramma's.
Vanaf september 2025 wordt ze algemeen columnist bij het AD.

## Loopbaan
De Jong studeerde Algemene Letteren en Film- en Televisiewetenschap aan de Universiteit Utrecht. Vervolgens volgde ze een master Journalistiek aan de Erasmus Universiteit in Rotterdam. Daarna ging De Jong aan de slag als verslaggever bij het Rotterdams Dagblad. In 1997 liep ze stage achter de schermen bij Koffietijd. Sinds 2005 is ze werkzaam bij het Algemeen Dagblad (AD). Vanaf 2010 is ze televisierecensent van het AD en schrijft ze over wat haar opvalt op televisie. Daarnaast schrijft ze columns en is ze sinds 2012 chef Redactie van Media en Cultuur bij het AD. De Jong is regelmatig deelnemer aan het 'Mediaforum' van De Ochtend en Spraakmakers. Ze schuift of schoof ook regelmatig aan in praatprogramma's als De Wereld Draait Door, Jinek, Beau, RTL Boulevard, Goedemorgen Nederland, Op1 en Vandaag Inside.
In de zomer van 2017 deed De Jong mee aan het quizprogramma De Slimste Mens. Ze plaatste zich als eerste en keerde terug in de finale. Deze won ze van radiopresentatrice Mischa Blok en was daarmee, na Anniko van Santen in 2009, de tweede vrouwelijke winnaar sinds het begin van het programma in 2006.
In 2019 werd ze, als spraakmakende televisierecensent, door het feministische maandblad Opzij uitgeroepen tot de Meest invloedrijke vrouw in de categorie Media in de Opzij Top 100.
De Jong gaf eind 2023 aan dat ze een politieke column wil gaan schrijven. Ook heeft ze naar eigen zeggen een talkshow aangeboden gekregen op SBS6. Deze bewering is later door Talpa ontkend.
Eind 2024 deed De Jong mee aan de jubileumeditie van De Slimste Mens. In de eerste aflevering van deze editie verloor ze van oud-winnaar Klaas Dijkhoff.
De Jong is ook jurylid voor verscheidene prijzen, waaronder de Zilveren Nipkowschijf en de Media Oeuvre Award.

## Kritiek
Marcel van Roosmalen heeft haar sterk bekritiseerd omdat ze volgens hem steeds rechttoe-rechtaan haar oordeel geeft op het niveau van 'de huisvrouw over de heg'. In 2019 wijdde hij een radiocolumn op BNNVARA aan haar, waarin hij stelde: 'Angela de Jong schrijft met het achtereind van een pollepel'. Ook verwijt hij haar dat ze houdt van tv-kijken. 
Ook is er regelmatig kritiek van anderen op haar tv-recensies en optredens, zoals bij het praatprogramma Vandaag Inside. Daar uit Johan Derksen kritiek op De Jongs stukje over de aanklacht wegens poging tot doodslag tegen Johnny de Mol op zijn vriendin. 
In december 2024 hadden verslaggever Mark Baanders en De Jong onenigheid aan tafel bij talkshow Renze over de programma's die Baanders maakt. Volgens De Jong zou de kwaliteit daarvan niet goed genoeg zijn, wat Baanders weersprak met het feit dat dat slechts haar mening is.